# Cyathocalyx harmandii
Cyathocalyx harmandii là loài thực vật có hoa thuộc họ Na. Loài này được Achille Eugène Finet & François Gagnepain mô tả khoa học đầu tiên năm 1906 dưới danh pháp Cyathocalyx martabanicus var harmandii. Năm 2010 Surveswaran S. et al. nâng cấp nó thành loài riêng biệt trong chi Cyathocalyx.

## Phân bố
Có tại Lào, Thái Lan và Việt Nam.